# Sakeereen Teekasom
Sakeereen Teekasom (tiếng Thái: ซากีรีน ตีกาสม, sinh ngày 27 tháng 2 năm 1990), còn được biết với tên đơn giản Cristian (tiếng Thái: คริสเตียน), là một cầu thủ bóng đá người Thái Lan thi đấu ở vị trí hậu vệ phải và vị trí phòng ngự cho câu lạc bộ Giải bóng đá Ngoại hạng Thái Lan Navy.

## Danh hiệu

### Câu lạc bộ
Satun United
- Regional League South Division
  - Á quân: 2009

Chiangmai
- Regional League Northern Division (1): 2010

Lamphun Warrior
- Regional League Championships
  - Group Stage: 2011

Pattani
- Regional League Championships
  - Group Stage: 2012

Buriram United
- Giải bóng đá vô địch các câu lạc bộ sông Mê Kông (1): 2016